# Lisbeth Korsmo
Lisbeth Korsmo, född 14 januari 1948 i Oslo, död 22 januari 2017, var en norsk skridskoåkare.
Korsmo blev olympisk bronsmedaljör på 3 000 meter vid vinterspelen 1976 i Innsbruck.